# 1251 Hedera
1251 Hedera är en asteroid i huvudbältet som upptäcktes den 25 januari 1933 av den tyske astronomen Karl Wilhelm Reinmuth. Asteroidens preliminära beteckning var 1933 BE. Asteroiden fick senare namn efter växtsläktet Hedera, där bland annat murgrönan ingår.
Hedera senaste periheliepassage skedde den 13 juni 2021. Asteroidens rotationstid har beräknats till 19,90 timmar.